# Parapoynx restingalis
Parapoynx restingalis is een vlinder uit de familie van de grasmotten (Crambidae), uit de onderfamilie van de Acentropinae. De wetenschappelijke naam van deze soort is voor het eerst gepubliceerd in 1990 door Elidiomar-Ribeiro-Da Silva en Jorge Luiz Nessimian.
De soort komt voor in Brazilië.